# Dwór w Oleśnicy
Dwór w Oleśnicy – zabytkowy dwór we wsi Oleśnica w gminie Chodzież, w województwie wielkopolskim.
Został wzniesiony na początku XIX wieku, w stylu klasycystycznym. Jednokondygnacyjny, nakryty dachem łamanym, naczółkowym, o silnie podkreślonych osiach w obydwu kierunkach poprzez nadstawki o niesymetrycznych dwóch osiach na poddaszu. Na prawo i lewo od wejścia w układzie trójosiowym. O zwartej bryle, niepodpiwniczony. Dawniej stanowił oficynę pałacu w Oleśnicy.
W pobliżu znajdują się stawy rybackie.